# Giuseppe Castiglione
Giuseppe Castiglione, SJ (19. července 1688 – 17. července 1766), byl italský jezuita a misionář v Číně, kde působil jako malíř a architekt na císařském dvoře Říše Čching za panování tří – císařů Kchang-siho, Jung-čenga a Čchien-lunga. Maloval originálním stylem, který je spojením evropských a čínských tradic.

## Život
Guiseppe Castiglione se narodil v Miláně dne 19. července 1688. Vzdělával se doma u soukromého učitele, což bylo tehdy v bohatých rodinách běžné. Pod vedením mistra se rovněž naučil malovat. V roce 1707 vstoupil ve věku 19 let v Janově do Tovaryšstva Ježíšova, nikdy však nebyl vysvěcen na kněze, sloužil jako bratr laik.
Mezi roky 1710 a 1714 pobýval v Coimbře, kde pracoval na výzdobě kaple sv. Františka Borgii v noviciátním kostele, dnes Nové katedrále v Coimbře. Namaloval několik panelů v kapli a obraz Obřezání Páně pro hlavní oltář.
Na císařském dvoře Říše Čching působila koncem 17. století řada jezuitů vzdělaných v různých oborech. Na počátku 18. století požádali jezuité o vyslání malíře z Evropy, Castiglione byl vybrán jako nadějný kandidát a místo přijal. V srpnu 1715 Castiglione dorazil do Macaa v Číně a později téhož roku do Pekingu.
V Pekingu byl představen císaři Kchang-simu, který si prohlédl jeho obraz psa, jiný zdroj uvedl, že na Kchang-siho žádost na místě namaloval ptáka. V Číně přijal Castiglione jméno Lang Š'-ning (v českém přepisu, čínsky pchin-jinem Láng Shìníng, znaky zjednodušené 郞世宁, tradiční 郞世寧). Kchang-siho nástupce Jung-čeng na jednu stranu Castiglioneho favorizoval, objednal si u něj řadu děl. Na druhou stranu byla Jung-čengova vláda pro jezuity těžkým obdobím, protože křesťanství bylo potlačováno a misionáři, kteří nepracovali pro císaře, byli vyháněni.
Rovněž císař Čchien-lung oceňoval Castiglioneho umělecké schopnosti a v průběhu tří desetiletí své vlády mu uděloval stále vyšší oficiální hodnosti u dvora. Na císařském dvoře strávil Castiglione přes padesát let, během nichž maloval různá témata, včetně portrétů císařů a císařoven. Do Evropy se už nikdy nevrátil, zemřel v Pekingu 17. července 1766, byl pohřben na místním jezuitském hřbitově Zhalan. Nekrolog osobně napsal Čchien-lung, který také nechal vztyčit speciální kámen na Castiglioneovu památku.

## Dílo

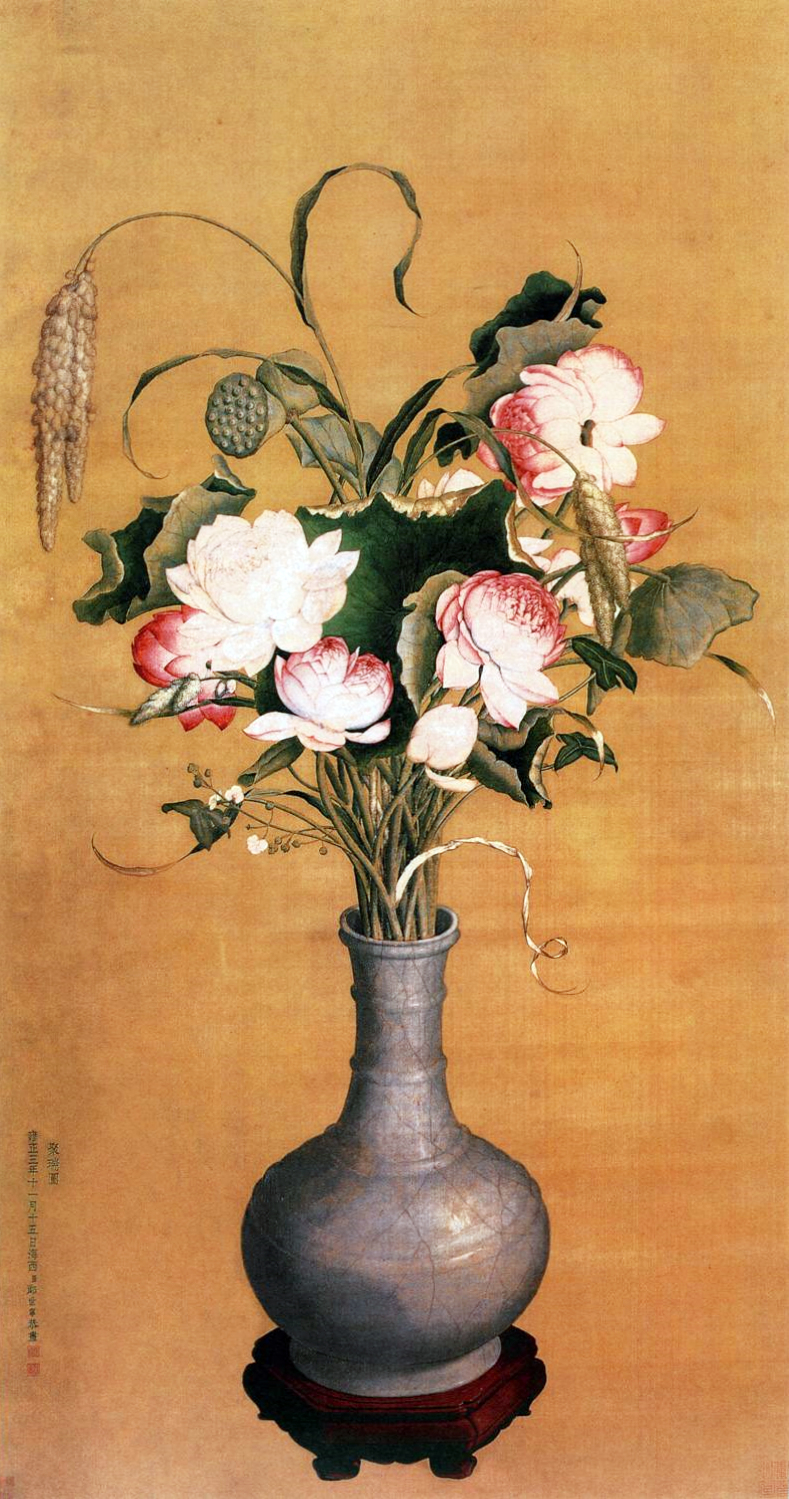
Jeden z nejstarších známých obrazů, který Castiglione namaloval v kombinaci čínského a evropského stylu, 1723

Castiglione přizpůsobil svůj evropský malířský styl čínským tématům a vkusu. Jeho nejstarší dochovaný obraz vytvořený v takovém stylu je z roku 1723, prvního roku Jung-čengovy vlády.
Čchien-lung projevoval zvláštní zájem o obrazy koní, které získal darem od panovníků sousedních zemí, Castiglione pro něj například namaloval sérii Čtyři afghánští oři.
V roce 1765 Castiglione a další jezuitští malíři – Jean Denis Attiret, Ignác Sichelbarth a Jean Damascène Sallusti – vytvořili sérii grafik „Válečné tisky“, které císař objednal na památku svých vojenských tažení. Zmenšené kopie obrazů byly odeslány do Paříže a tam zpracovány do rytin a leptů a odeslány zpět do Číny. Tímto způsobem vznikla série šestnácti grafik, z nichž Castiglione vytvořil dvě.
Kromě malování se Castiglione podílel na projektování paláců západního stylu, voliér a bludiště v císařských zahradách. Jeho malby vytvářející iluzi prostoru (trompe-l'œil) na stěnách paláců se bohužel nedochovaly, protože budovy byly zničeny v roce 1860 během druhé opiové války. Jeho vliv se zachoval pouze v malbách jeho žáka na stěnách a stropech v Ťüan-čchin-čaj (Ateliér vyčerpání z pilné služby) v Paláci klidné dlouhověkosti v Zakázaném městě.[9][10]

## Styl a technika
Castiglioneho styl malby je jedinečnou kombinací evropského a čínského kompozičního cítění, techniky a témat. Upravil evropský styl, ve kterém se vyučil, aby vyhovoval čínskému vkusu. Například výrazné stíny používané v technice šerosvitu byly pro císaře Čchien-lunga nepřijatelné, protože podle jeho názoru vypadají jako špína. Proto když Castiglione maloval portréty, použil takové osvětlení, že na obličeji nebyly žádné stíny. Císaři také preferovali, aby jejich portréty zachycovaly celou tvář ve frontálním pohledu.
Na mnoha obrazech se podílel větší počet dvorních malířů. Například na obraze Hlídka při lovu jelenů (哨鹿圖, Šao-lu-tu) namaloval Castiglione portréty císaře a dalších úředníků na koních. Ostatní členy lovecké skupiny, stromy a krajinu namalovali jiní dvorní malíři v tradičním čínském stylu, který je výrazně odlišný.
Díky Castiglioneho působení začaly obrazy na dvoře Čching vykazovat jasný západní vliv. Další evropští malíři se přidali a vznikla nová malířská škola, která kombinovala čínské a evropské techniky. Vliv západního umění na malby dvora Čching je patrný zejména ve využití světla, stínu a perspektivy, stejně jako v upřednostnění záznamu současných událostí.